# Cerastium spathulatum
Cerastium spathulatum là loài thực vật có hoa thuộc họ Cẩm chướng. Loài này được Pers. mô tả khoa học đầu tiên năm 1805.